# Championnats du monde de patinage artistique 1971
Navigation
Mondiaux 1970 Mondiaux 1972
Les championnats du monde de patinage artistique 1971 ont lieu du 23 au 28 février 1971 au palais des sports de Lyon en France. C'est la cinquième fois que la France organise les mondiaux de patinage artistique après les éditions de 1936, 1949, 1952 et 1958.
Pour la première fois aux mondiaux, vingt couples participent à la compétition de danse sur glace.

## Qualifications
Les patineurs sont éligibles à l'épreuve s'ils représentent une nation membre de l'Union internationale de patinage (International Skating Union en anglais). Les fédérations nationales sélectionnent leurs patineurs en fonction de leurs propres critères.
Sur la base des résultats des championnats du monde 1970, l'Union internationale de patinage autorise chaque pays à avoir de une à trois inscriptions par discipline. 

## Podiums
| Épreuves                            | Or                                       | Argent                               | Bronze                          |
| ----------------------------------- | ---------------------------------------- | ------------------------------------ | ------------------------------- |
| Messieurs résultats détaillés       | Ondrej Nepela                            | Patrick Péra                         | Sergueï Tchetveroukhine         |
| Dames résultats détaillés           | Beatrix Schuba                           | Julie Lynn Holmes                    | Karen Magnussen                 |
| Couples résultats détaillés         | Irina Rodnina / Alexeï Oulanov           | Lioudmila Smirnova / Andrei Suraikin | JoJo Starbuck / Kenneth Shelley |
| Danse sur glace résultats détaillés | Lioudmila Pakhomova / Aleksandr Gorchkov | Angelika Buck / Erich Buck           | Judy Schwomeyer / James Sladky  |

## Tableau des médailles
| Rang  | Nation               | Or | Argent | Bronze | Total |
| ----- | -------------------- | -- | ------ | ------ | ----- |
| 1     | Union soviétique     | 2  | 1      | 1      | 4     |
| 2     | Autriche             | 1  | 0      | 0      | 1     |
| 2     | Tchécoslovaquie      | 1  | 0      | 0      | 1     |
| 4     | États-Unis           | 0  | 1      | 2      | 3     |
| 5     | Allemagne de l'Ouest | 0  | 1      | 0      | 1     |
| 5     | France               | 0  | 1      | 0      | 1     |
| 7     | Canada               | 0  | 0      | 1      | 1     |
| Total | Total                | 4  | 4      | 4      | 12    |

## Détails des compétitions

### Messieurs
| Rang | Nom                     | Nation               | Places | Points | Fig. impo. | Prog. libre |
| ---- | ----------------------- | -------------------- | ------ | ------ | ---------- | ----------- |
| 1    | Ondrej Nepela           | Tchécoslovaquie      | 12     | 2737.5 | 1          | 1           |
| 2    | Patrick Péra            | France               | 18     | 2706.7 | 2          | 3           |
| 3    | Sergueï Tchetveroukhine | Union soviétique     | 34     | 2629.3 | 3          | 8           |
| 4    | Jan Hoffmann            | Allemagne de l'Est   | 34     | 2632.7 | 4          | 2           |
| 5    | John Misha Petkevich    | États-Unis           | 44     | 2598.9 | 5          | 4           |
| 6    | Haig Oundjian           | Royaume-Uni          | 58     | 2551.0 | 6          | 7           |
| 7    | Yuri Ovtchinnikov       | Union soviétique     | 70     | 2529.6 | 7          | 9           |
| 8    | Kenneth Shelley         | États-Unis           | 66     | 2540.7 | 9          | 5           |
| 9    | Gordon McKellen         | États-Unis           | 89     | 2498.4 | 11         | 10          |
| 10   | Didier Gailhaguet       | France               | 89     | 2502.1 | 10         | 11          |
| 11   | Toller Cranston         | Canada               | 90     |        | 15         | 6           |
| 12   | Günter Anderl           | Autriche             | 115    |        | 8          | 14          |
| 13   | Jacques Mrozek          | France               | 117    |        | 14         | 11          |
| 14   | John Curry              | Royaume-Uni          | 116    |        | 13         | 13          |
| 15   | Daniel Höner            | Suisse               | 137    |        | 12         | 16          |
| 16   | Jozef Žídek             | Tchécoslovaquie      | 148    |        | 18         | 15          |
| 17   | Zdeněk Pazdírek         | Tchécoslovaquie      | 155    |        | 17         | 19          |
| 18   | Stefano Bargauan        | Italie               | 157.5  |        | 16         | 18          |
| 19   | Klaus Grimmelt          | Allemagne de l'Ouest | 167.5  |        | 21         | 17          |
| 20   | Yutaka Higuchi          | Japon                | 180    |        | 19         | 20          |
| 21   | Gheorghe Fazekas        | Roumanie             | 186    |        | 20         | 21          |

### Dames
| Rang | Nom               | Nation               | Places | Points | Fig. impo. | Prog. libre |
| ---- | ----------------- | -------------------- | ------ | ------ | ---------- | ----------- |
| 1    | Beatrix Schuba    | Autriche             | 10     | 2763.0 | 1          | 7           |
| 2    | Julie Lynn Holmes | États-Unis           | 24.5   | 2697.3 | 2          | 5           |
| 3    | Karen Magnussen   | Canada               | 27     | 2697.7 | 4          | 2           |
| 4    | Janet Lynn        | États-Unis           | 34     | 2680.0 | 5          | 1           |
| 5    | Rita Trapanese    | Italie               | 47.5   | 2623.6 | 3          | 8           |
| 6    | Sonja Morgenstern | Allemagne de l'Est   | 52     | 2606.6 | 9          | 3           |
| 7    | Zsuzsa Almássy    | Hongrie              | 57     | 2599.9 | 6          | 4           |
| 8    | Charlotte Walter  | Suisse               | 86     | 2480.7 | 8          | 14          |
| 9    | Christine Errath  | Allemagne de l'Est   | 83     | 2493.5 | 13         | 6           |
| 10   | Suna Murray       | États-Unis           | 91     | 2475.0 | 14         | 9           |
| 11   | Elena Alexandrova | Union soviétique     | 103    | 2450.5 | 10         | 13          |
| 12   | Patricia Dodd     | Royaume-Uni          | 100    |        | 7          | 16          |
| 13   | Kazumi Yamashita  | Japon                | 116    |        | 12         | 11          |
| 14   | Ľudmila Bezáková  | Tchécoslovaquie      | 122    |        | 11         | 15          |
| 15   | Jean Scott        | Royaume-Uni          | 132    |        | 15         | 10          |
| 16   | Diane Hall        | Canada               | 132    |        | 19         | 12          |
| 17   | Anita Johansson   | Suède                | 145    |        | 16         | 18          |
| 18   | Judith Bayer      | Allemagne de l'Ouest | 159    |        | 20         | 17          |
| 19   | Ruth Hutchinson   | Canada               | 168    |        | 17         | 20          |
| 20   | Sonja Balun       | Autriche             | 177    |        | 22         | 19          |
| 21   | Joëlle Cartaux    | France               | 188    |        | 18         | 22          |
| 22   | Cinzia Frosio     | Italie               | 197    |        | 21         | 21          |

### Couples
| Rang    | Nom                                  | Nation               | Places | Points | Prog. court | Prog. libre |
| ------- | ------------------------------------ | -------------------- | ------ | ------ | ----------- | ----------- |
| 1       | Irina Rodnina / Alexeï Oulanov       | Union soviétique     | 11     | 419.4  | 1           | 2           |
| 2       | Lioudmila Smirnova / Andrei Suraikin | Union soviétique     | 17     | 418.9  | 2           | 1           |
| 3       | JoJo Starbuck / Kenneth Shelley      | États-Unis           | 29     | 410.3  | 3           | 3           |
| 4       | Manuela Groß / Uwe Kagelmann         | Allemagne de l'Est   | 37     | 404.1  | 4           | 4           |
| 5       | Almut Lehmann / Herbert Wiesinger    | Allemagne de l'Ouest | 48     | 399.7  | 5           | 5           |
| 6       | Melissa Militano / Mark Militano     | États-Unis           | 56     | 394.9  | 6           | 6           |
| 7       | Annette Kansy / Axel Salzmann        | Allemagne de l'Est   | 62     | 392.3  | 8           | 7           |
| 8       | Galina Karelina / Georgi Proskourine | Union soviétique     | 76     | 387.9  | 6           | 8           |
| 9       | Sandra Bezic / Val Bezic             | Canada               | 80     | 384.1  | 9           | 9           |
| 10      | Grażyna Osmańska / Adam Brodecki     | Pologne              | 88     | 381.0  | 11          | 10          |
| 11      | Barbara Brown / Doug Berndt          | États-Unis           | 98     |        | 12          | 11          |
| 12      | Brunhilde Baßler / Eberhard Rausch   | Allemagne de l'Ouest | 104    |        | 10          | 12          |
| 13      | Linda Connolly / Colin Taylforth     | Royaume-Uni          | 118    |        | 13          | 13          |
| 14      | Florence Cahn / Jean-Roland Racle    | France               | 121    |        | 14          | 14          |
| 15      | Kotoe Nagasawa / Hiroshi Nagakubo    | Japon                | 137    |        | 17          | 15          |
| 16      | Karin Künzle / Christian Künzle      | Suisse               | 146    |        | 18          | 16          |
| 17      | Teresa Skrzek / Piotr Sczypa         | Pologne              | 149    |        | 16          | 17          |
| Abandon | Evelyne Scharf / Wilhelm Bietak      | Autriche             |        |        | 15          |             |

### Danse sur glace
| Rang | Nom                                      | Nation               | Places | Points | Danses imposées | Danse libre |
| ---- | ---------------------------------------- | -------------------- | ------ | ------ | --------------- | ----------- |
| 1    | Lioudmila Pakhomova / Aleksandr Gorchkov | Union soviétique     | 16     | 515.8  | 1               | 1           |
| 2    | Angelika Buck / Erich Buck               | Allemagne de l'Ouest | 21     | 512.7  | 3               | 2           |
| 3    | Judy Schwomeyer / James Sladky           | États-Unis           | 20     | 514.5  | 2               | 3           |
| 4    | Susan Getty / Roy Bradshaw               | Royaume-Uni          | 33     | 502.9  | 4               | 4           |
| 5    | Tatiana Voitiuk / Viacheslav Zhigalin    | Union soviétique     | 47     | 490.1  | 5               | 5           |
| 6    | Janet Sawbridge / Peter Dalby            | Royaume-Uni          | 58     | 484.4  | 6               | 7           |
| 7    | Hilary Green / Glyn Watts                | Royaume-Uni          | 71     | 473.3  | 10              | 8           |
| 8    | Elena Zharkova / Guennadi Karponossov    | Union soviétique     | 71     | 475.3  | 7               | 6           |
| 9    | Anne Millier / Harvey Millier            | États-Unis           | 80     | 467.5  | 9               | 10          |
| 10   | Mary Karen Campbell / Johnny Johns       | États-Unis           | 88     | 466.5  | 8               | 9           |
| 11   | Louise Lind / Barry Soper                | Canada               | 103    |        | 11              | 11          |
| 12   | Diana Skotnická / Martin Skotnický       | Tchécoslovaquie      | 109.5  |        | 13              | 12          |
| 13   | Anne-Claude Wolfers / Roland Mars        | France               | 113    |        | 12              | 13          |
| 14   | Teresa Weyna / Piotr Bojańczyk           | Pologne              | 117.5  |        | 14              | 14          |
| 15   | Ilona Berecz / István Sugár              | Hongrie              | 134    |        | 15              | 16          |
| 16   | Matilde Ciccia / Lamberto Ceserani       | Italie               | 142    |        | 16              | 15          |
| 17   | Tatiana Grossen / Alessandro Grossen     | Suisse               | 157    |        | 17              | 17          |
| 18   | Astrid Kopp / Axel Kopp                  | Allemagne de l'Ouest | 158    |        | 18              | 18          |
| 19   | Angelika Wiesner / Hans-Jürgen Wiesner   | Allemagne de l'Ouest | 174    |        | 19              | 20          |
| 20   | Brigitte Scheijbal / Kurt Jaschek        | Autriche             | 177    |        | 20              | 19          |